# Megfigyeléses csillagászat

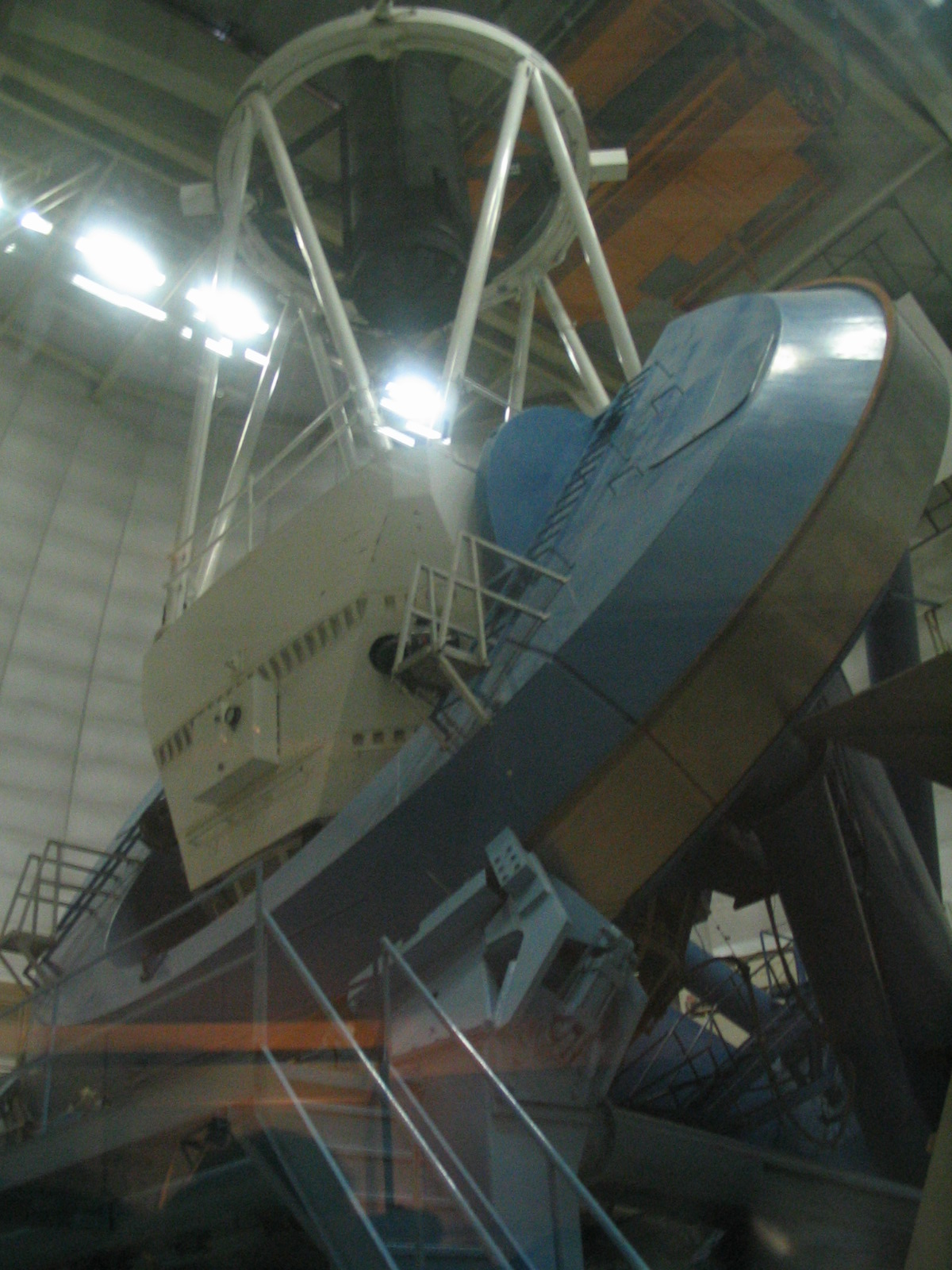
Mayall távcső a Kitt Peak Nemzeti Obszervatóriumban

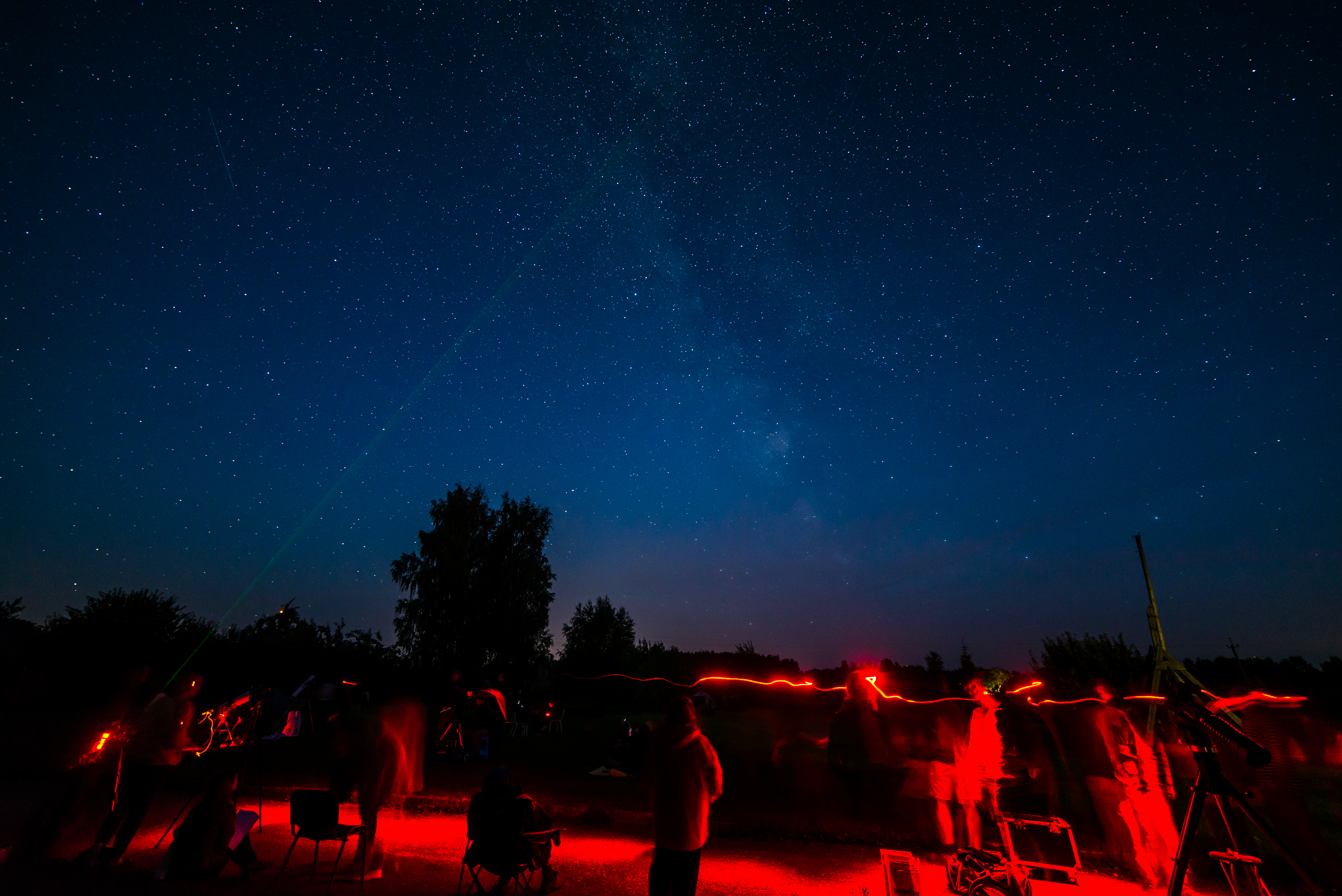
Meteorokat megfigyelő gyűlés Észtországban

A megfigyeléses csillagászat a csillagászat egyik ága, amelynek célja adatok rögzítése a megfigyelhető univerzumról, ellentétben az elméleti csillagászattal, amely elsősorban a fizikai modellek mérhető következményeinek kiszámításával foglalkozik. Ez az égi objektumok megfigyelésének gyakorlata és tanulmányozása távcsövek és más csillagászati eszközök segítségével történik.
Tudományágként a csillagászat tanulmányozását némileg akadályozza, hogy a távoli univerzum tulajdonságaival nem végezhetők közvetlen kísérletek. Ezt azonban részben ellensúlyozza az a tény, hogy a csillagászok rengeteg példát figyelhetnek meg a csillagászati jelenségekre. Ez lehetővé teszi a megfigyelési adatok grafikonokon történő ábrázolását és az általános tendenciák rögzítését. Konkrét jelenségek közeli példái, mint például a változócsillagok, felhasználhatók a távolabbi objektumok viselkedésének modellezésére. Ezek a távoli mércék ezután más jelenségek mérésére használhatók, beleértve a galaxisok távolságát is.
Galileo Galilei egy távcsövet az ég felé fordított, és feljegyezte, amit látott. Azóta a megfigyelő csillagászat hatalmas fejlődésen ment keresztül, amelyet a távcsőtechnológia újításai hajtottak.

## Alosztályok
A megfigyelési csillagászat hagyományos felosztása a megfigyelt elektromágneses spektrum tartományán alapul:
- Az optikai csillagászat a csillagászat azon része, amely optikai eszközöket (tükröket, lencséket és félvezető-detektorokat) használ a közeli infravöröstől a közeli ultraibolya hullámhosszig terjedő fény megfigyelésére. A látható fényű csillagászat, amely az emberi szemmel érzékelhető hullámhosszakat (kb. 400-700 nm) használja, ennek a spektrumnak a közepébe esik.
- Az infravörös csillagászat az infravörös sugárzás észlelésével és elemzésével foglalkozik (jellemzően a szilícium félvezető-detektorok érzékelési határánál, kb. 1 μm-nél hosszabb hullámhosszokon). A legelterjedtebb eszköz a tükrös távcső (amelyet Isaac Newton fejlesztett ki a 17. században), de infravörös hullámhosszra érzékeny detektorral felszerelve. Az űrteleszkópokat bizonyos hullámhosszokon használják, ahol a légkör átlátszatlan, vagy a légkör hősugárzása okozta zaj kiküszöbölésére.
- A rádiócsillagászat milliméterestől dekaméteresig terjedő hullámhosszú sugárzást érzékel. A vevőkészülékek hasonlóak a rádiós műsorszórásban használtakhoz, de sokkal érzékenyebbek. Lásd még: Rádióteleszkópok.
- A nagy energiájú csillagászat magában foglalja a röntgencsillagászatot, a gamma-sugárzás-csillagászatot és az extrém UV-csillagászatot.
- Egy példa a jelenségről

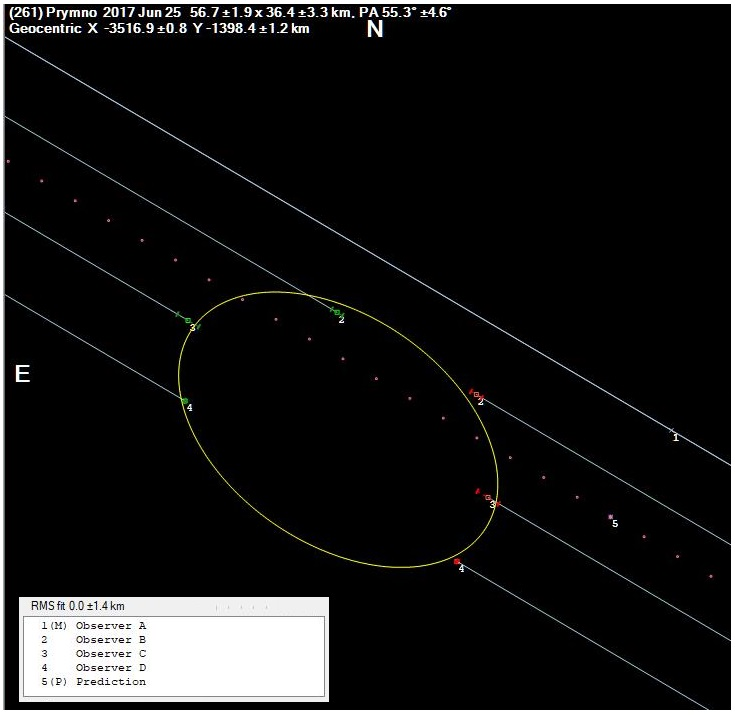
Egy példa a jelenségről

Az okkultációs csillagászat annak a pillanatnak a megfigyelése, amikor az egyik égi objektum eltakar egy másikat. Azokat a megfigyeléseket, ahol egy csillagot egy kisbolygó fed el, kilométeres pontosságú méretmeghatározásokra használják.

### Módjai
Az elektromágneses sugárzás mellett a modern asztrofizikusok neutrínók, kozmikus sugarak vagy gravitációs hullámok segítségével is végezhetnek megfigyeléseket. Egy forrás több módszerrel történő megfigyelését többcsatornás csillagászatnak is nevezik.

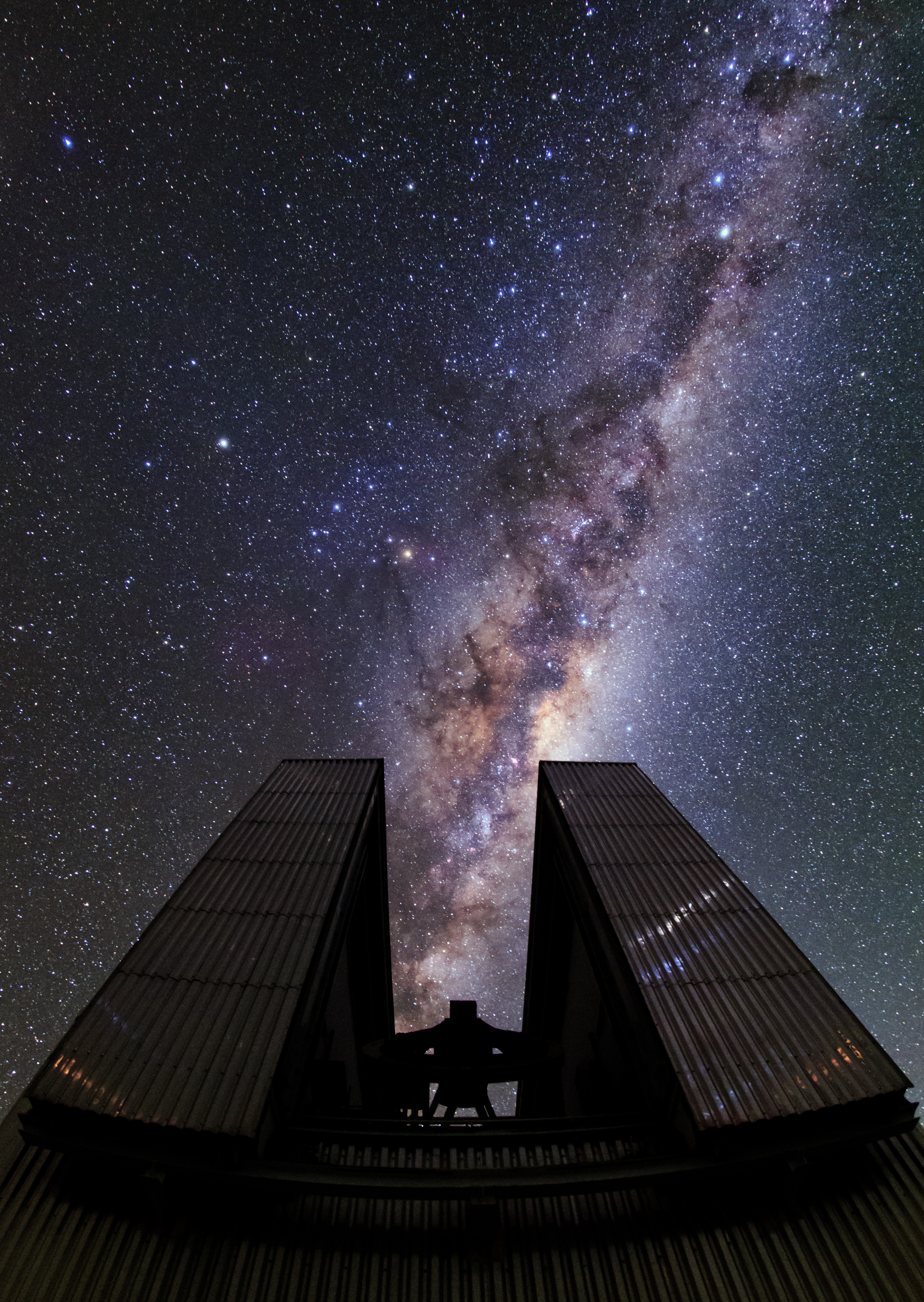
Ultra HD fotózás a La Silla Obszervatóriumban

Az optikai és rádiócsillagászat földi obszervatóriumokból is végezhető, mivel a légkör viszonylag átlátszó a detektált hullámhosszokon. Az obszervatóriumok általában nagy tengerszint feletti magasságban helyezkednek el, hogy minimálisra csökkentsék a Föld légköre által okozott elnyelést és torzulást. Az infravörös fény bizonyos hullámhosszait erősen elnyeli a vízgőz, ezért sok infravörös obszervatórium száraz helyen, nagy tengerszint feletti magasságban vagy az űrben található.
A légkör nem átlátszó a röntgencsillagászat, a gamma-csillagászat, az UV-csillagászat és (néhány hullámhosszú "ablakot" leszámítva) a távoli infravörös csillagászat által használt hullámhosszokon, ezért a megfigyeléseket többnyire ballonokból vagy űrobszervatóriumokból kell végezni. Az erős gamma-sugarak azonban az általuk keltett kiterjedt légzáporok révén észlelhetők. A kozmikus sugarak tanulmányozása a csillagászat gyorsan bővülő ága.

### Fontos tényezők
A megfigyelési csillagászat történetének nagy részében szinte minden megfigyelést a vizuális spektrumban végeztek optikai teleszkópokkal. Míg a Föld légköre viszonylag átlátszó az elektromágneses spektrum ezen részén, a legtöbb teleszkópos megfigyelés továbbra is a látási viszonyoktól és a levegő tisztaságától függ, és általában az éjszakai időre korlátozódik. A látási feltételek a levegő turbulenciájától és hőkülönbségeitől függenek. Azok a helyek, ahol gyakori a felhőzet vagy a légköri turbulencia, korlátozzák a megfigyelések minőségét. Ugyanígy a telihold jelenléte szórt fénnyel világosíthatja meg az eget, akadályozva a halvány objektumok megfigyelését.

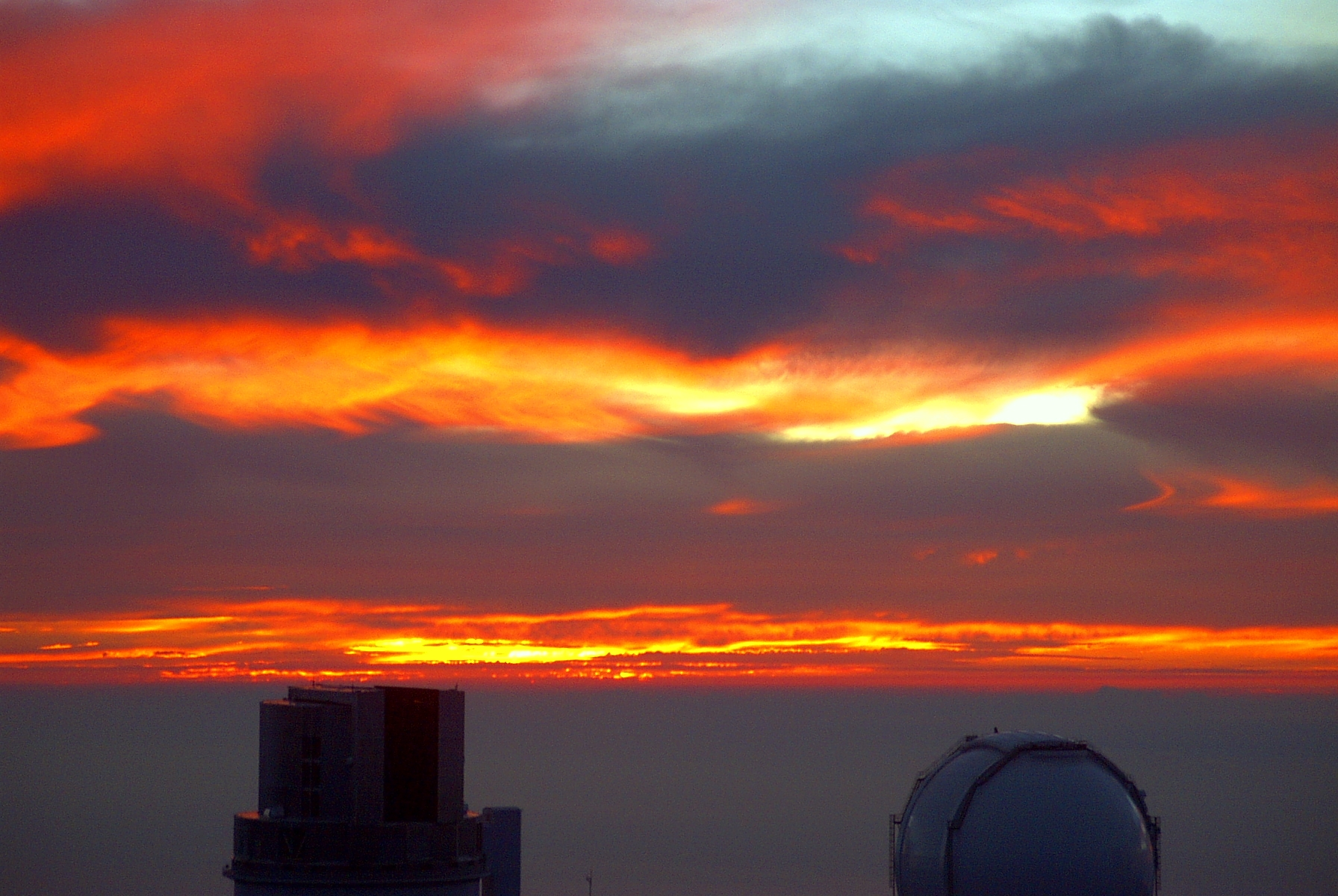
Naplemente a Mauna Kea obszervatóriumok felett

Megfigyelési célból az optikai teleszkóp legmegfelelőbb helye kétségtelenül a világűrben van. Ott a teleszkóp a légkör zavaró hatásai nélkül végezhet megfigyeléseket. Jelenleg azonban továbbra is költséges a teleszkópok Föld körüli pályára állítása. Így a következő legjobb helyszínek bizonyos hegycsúcsok, amelyek sok felhőtlen nappal és általában jó légkörrel (jó látási viszonyokkal) rendelkeznek. A Mauna Kea (Hawaii) és a La Palma sziget csúcsai rendelkeznek ezekkel a tulajdonságokkal, csakúgy, mint kisebb mértékben a szárazföldi helyek: a Llano de Chajnantor, Paranal, Cerro Tololo és La Silla Chilében. Ezek az obszervatóriumok nagy teljesítményű teleszkópok együttesét vonzották magukhoz, összesen sok milliárd (US) dollár befektetéssel.
Az éjszakai égbolt sötétsége fontos tényező az optikai csillagászatban. Az emberi lakott területek növekedésével az éjszakai mesterséges fény mennyisége is nőtt. Ezek a mesterséges fények szórt háttérvilágítást hoznak létre, amely speciális szűrők nélkül nagyon megnehezíti a halvány csillagászati jelenségek megfigyelését. Néhány helyen, például Arizona államban és az Egyesült Királyságban ez a fényszennyezés csökkentését követelő kampányokhoz vezetett. Az utcai lámpák árnyékolóinak használata nemcsak a talaj felé irányuló fény hatékonyságát javítja, hanem az ég felé irányuló fényszóródást is csökkenti.
A légköri hatások (légköri nyugodtság) súlyosan csökkenthetik a távcső felbontását. Anélkül, hogy a változó légkör elmosódó hatását korrigálnánk, a 15-20 centiméternél nagyobb nyílással rendelkező teleszkópok nem tudják elérni elméleti felbontásukat látható hullámhosszon. Ennek eredményeként a nagyon nagy teleszkópok használatának elsődleges előnye a megnövelt fénygyűjtő képesség, amely lehetővé teszi a nagyon halvány magnitúdójú objektumok megfigyelését. Azonban a felbontási hátrányt az adaptív optika, a Speckle-képalkotás és az interferometrikus képalkotás, valamint a űrteleszkópok alkalmazása kezdi leküzdeni.

### Mérési eredmények
A csillagászoknak számos megfigyelési eszközük van, amelyek segítségével méréseket végezhetnek az égboltról. Azon objektumok esetében, amelyek viszonylag közel vannak a Naphoz és a Földhöz, közvetlen és nagyon pontos helyzetmérés végezhető távolabbi (és ezáltal látszólag mozdulatlan) háttér előtt. Az ilyen jellegű korai megfigyeléseket a különböző bolygók nagyon pontos pályamodelljeinek kidolgozására, valamint tömegük és gravitációs perturbációjuk meghatározására használták fel. Az ilyen mérések az Uránusz, a Neptunusz és (közvetve) a Plútó bolygók felfedezéséhez vezettek. Emellett tévesen egy nem létező Vulkán nevű bolygó létezését feltételezték a Merkúr pályáján belül. Azonban Einstein magyarázata a Merkúr pályájának precessziójára az általános relativitáselméletének egyik diadalaként tartják számon, és ez igazolta, hogy a Vulkán nem létezik.

## Fejlesztések és változatosság

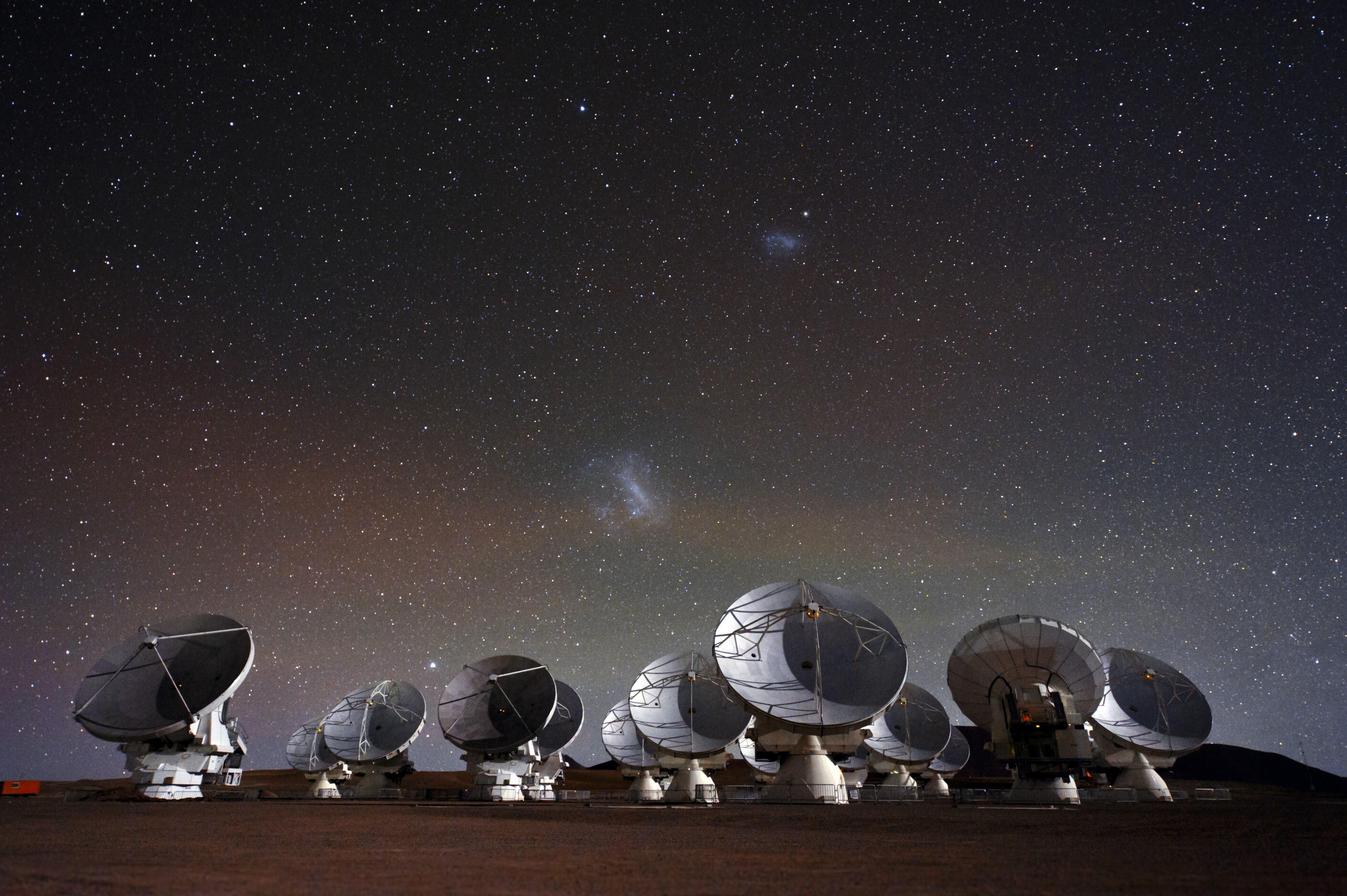
Az ALMA a világ legerősebb teleszkópja az Univerzum szubmilliméteres és milliméteres hullámhosszon történő tanulmányozására.

Az univerzum optikai spektrumban történő vizsgálata mellett a csillagászok egyre gyakrabban tudtak információkat szerezni az elektromágneses spektrum más részein is. A legkorábbi ilyen nem optikai méréseket a Nap termikus tulajdonságairól végezték. A napfogyatkozás során alkalmazott műszerekkel mérhető a Nap koronájának sugárzása.

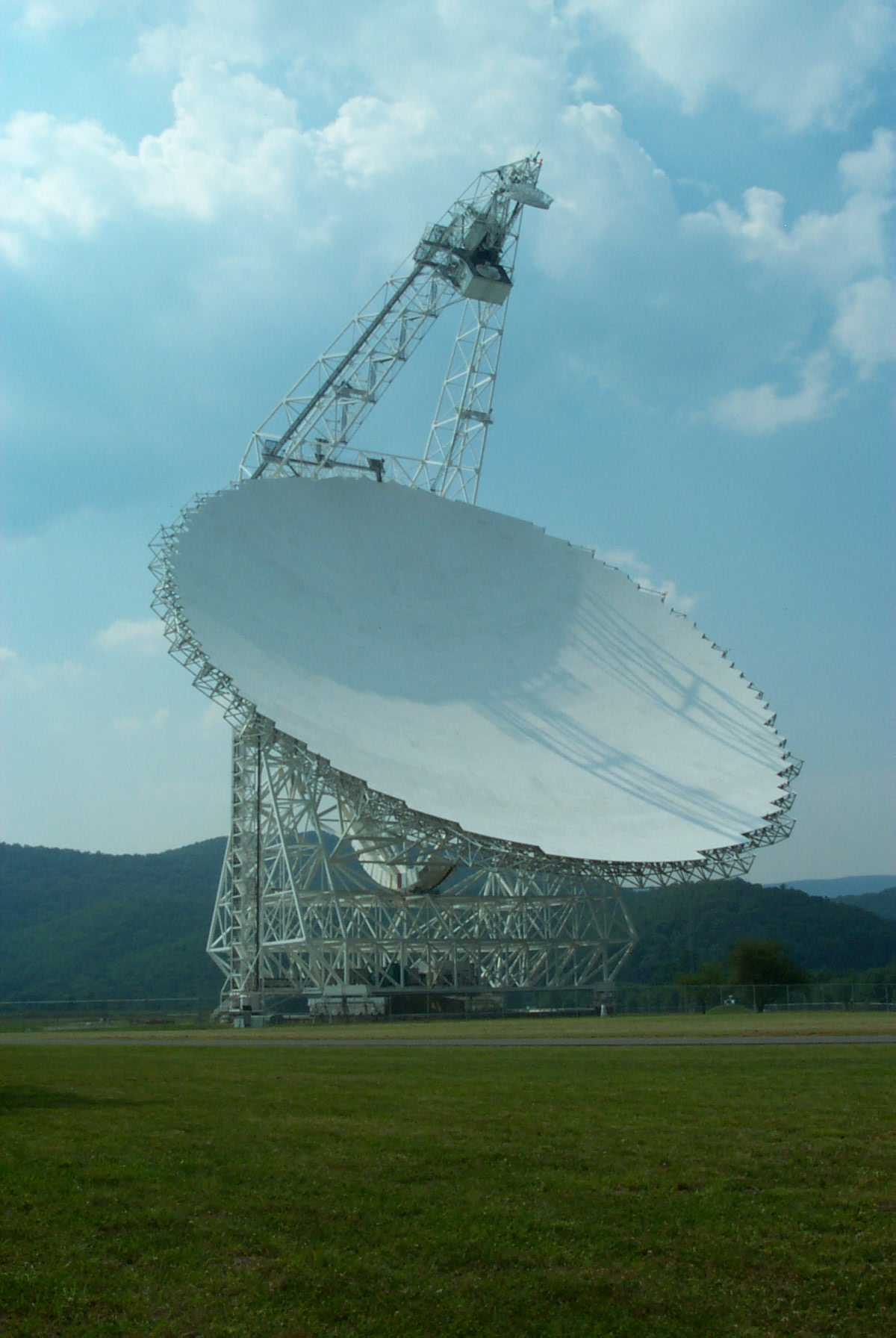
Teljesen irányítható rádióteleszkóp Green Bankben, Nyugat-Virginia államban

### Rádiócsillagászat
A rádióhullámok felfedezésével a rádiócsillagászat elkezdett kialakulni, mint a csillagászat új tudományága. A hosszú hullámhosszú rádióhullámok jóval nagyobb gyűjtőfelületeket igényeltek a jó felbontású képek elkészítéséhez, ami később a nagy felbontású apertúraszintézises rádióképek (vagy "rádiótérképek") készítésére alkalmas többelemes rádióinterferométer kifejlesztéséhez vezetett. A mikrohullámú kürtantenna fejlesztése az Ősrobbanással kapcsolatos mikrohullámú háttérsugárzás felfedezéséhez vezetett.
A rádiócsillagászat tovább bővítette lehetőségeit, még rádiócsillagászati műholdakat is használnak olyan interferométerek létrehozására, amelyek alapvonala sokkal nagyobb, mint a Föld mérete. A rádióspektrum folyamatosan bővülő más célokra történő felhasználása azonban fokozatosan elnyomja a csillagok halvány rádiójeleit. Emiatt a jövőben a rádiócsillagászatot árnyékolt helyekről, például a Hold túlsó oldaláról végezhetik majd.

### 20. század végi fejlesztések
A huszadik század utolsó részében gyors technológiai fejlődés ment végbe a csillagászati műszerek terén. Az optikai teleszkópok egyre nagyobbak lettek, és adaptív optikát alkalmaztak a légköri elmosódás részbeni kiküszöbölésére. Új teleszkópokat lőttek fel az űrbe, és elkezdték megfigyelni az univerzumot az elektromágneses spektrum infravörös, ultraibolya, röntgen- és gamma-sugárzási tartományaiban, valamint megfigyelni a kozmikus sugarakat. Az interferométer-hálózatok létrehozták az első rendkívül nagy felbontású képeket rádió-, infravörös és optikai hullámhosszú apertúraszintézis segítségével. Az olyan pályán keringő műszerek, mint a Hubble űrteleszkóp, gyors fejlődést hoztak a csillagászati ismeretek terén, és kulcsszerepet játszottak a halvány objektumok látható fényben történő megfigyelésében. A fejlesztés alatt álló új űreszközök remélhetőleg majd közvetlenül megfigyelhetik más csillagok körüli bolygókat, esetleg néhány Földhöz hasonló világot is.
Összességében a távcsöveken kívül a csillagászok más eszközöket is elkezdtek használni megfigyelésekre.

### Egyéb műszerek
A neutrínócsillagászat a csillagászat azon ága, amely neutrínódetektorokkal figyeli meg a csillagászati objektumokat speciális obszervatóriumokban, általában hatalmas földalatti létesítményekben. A csillagokban végbemenő magreakciók és a szupernóva-robbanások nagyon nagy számú neutrínót bocsátanak ki, amelyek közül nagyon keveset észlelhet egy neutrínóteleszkóp. A neutrínócsillagászatot az optikai teleszkópok számára elérhetetlen folyamatok, például a Nap magjában zajló fúzió megfigyelésének lehetősége motiválja.
Gravitációs hullámdetektorokat fejlesztenek, amelyek olyan eseményeket rögzíthetnek, mint a kompakt objektumok, például neutroncsillagok vagy fekete lyukak összeolvadása.
Egyre gyakrabban használnak robotizált űrszondákat a Naprendszer bolygóinak rendkívül részletes megfigyelésére is, így a bolygótudomány területe mára jelentős átfedéseket mutat a geológia és a meteorológia tudományágaival.

## Megfigyelő eszközök

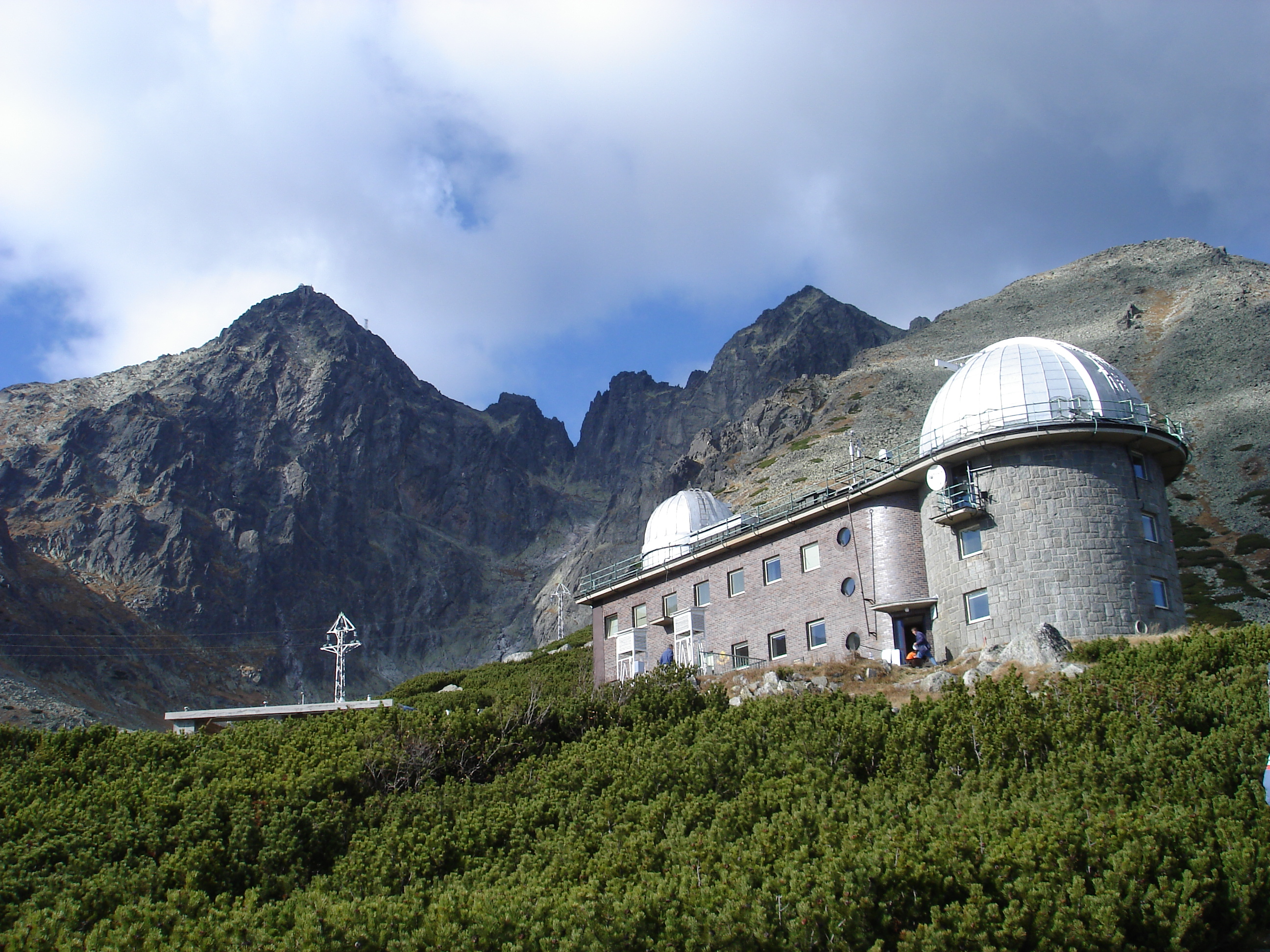
Skalnaté pleso Obszervatórium, Szlovákia

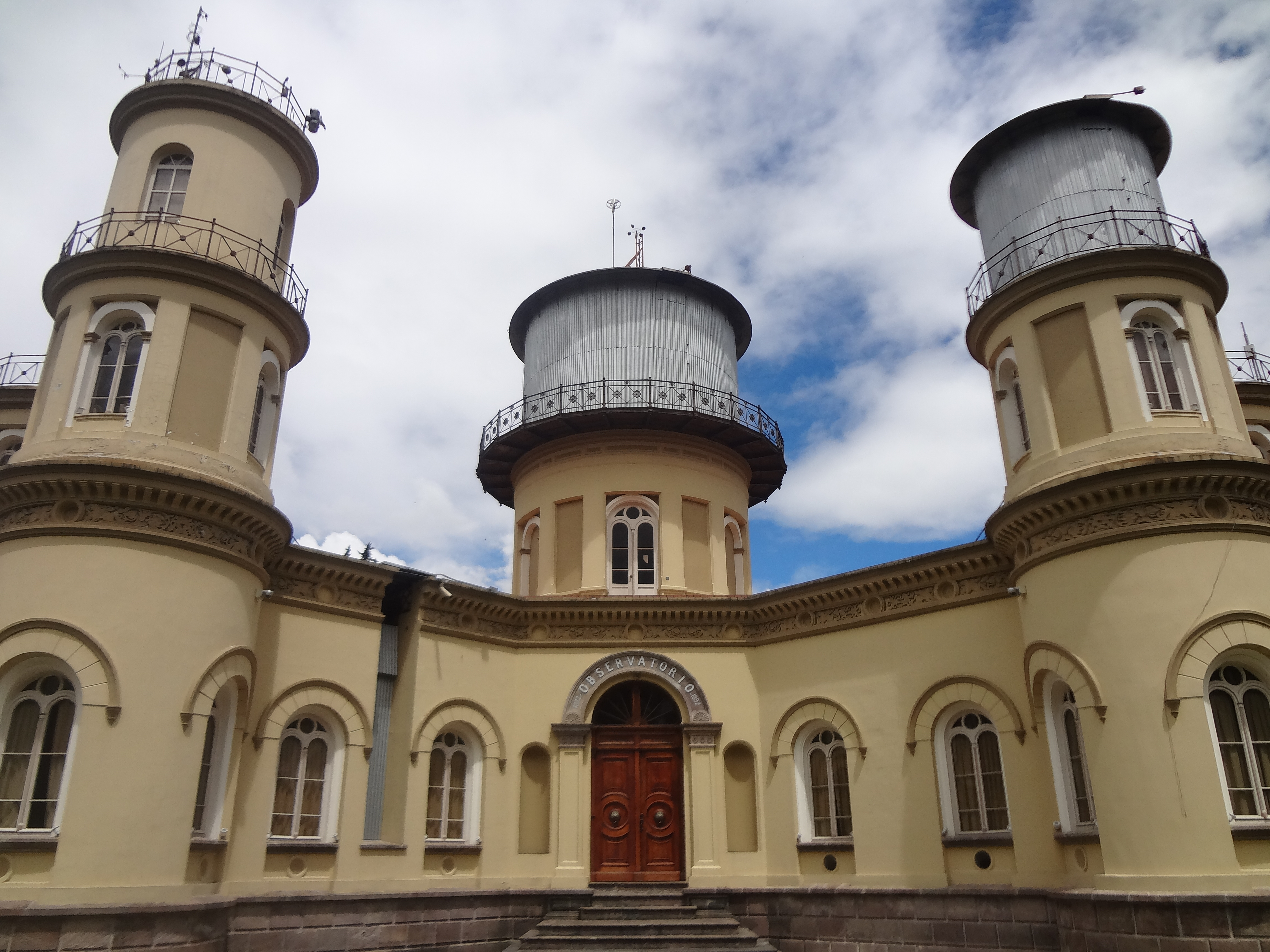
Dél-Amerika egyik legrégebbi csillagvizsgálója az 1873-ban alapított Quito Astronomical Observatory, amely 12 ívpercre délre található az Egyenlítőtől Quitóban, Ecuadorban. A Quito Csillagászati Obszervatórium az Ecuador Nemzeti Obszervatóriuma, Quito történelmi központjában található, és a National Polytechnic School irányítása alatt áll.

### Teleszkópok

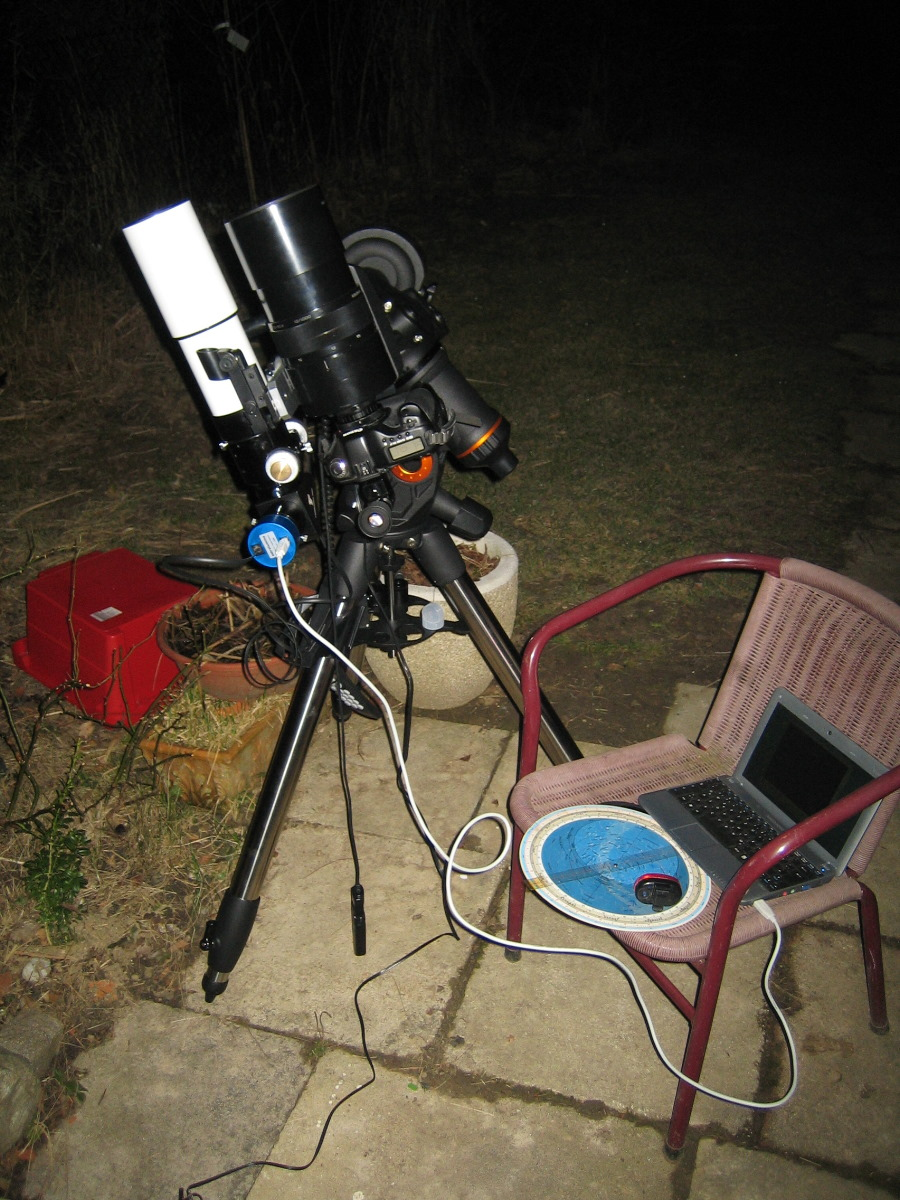
Amatőr asztrofotózási beállítás egy laptophoz csatlakoztatott automata vezetőrendszerrel

Szinte az összes modern megfigyelőcsillagászat kulcsfontosságú eszköze a távcső. Ez azt a kettős célt szolgálja, hogy több fényt gyűjtsön össze, így a nagyon halvány tárgyak is megfigyelhetők legyenek, illetve hogy felnagyítsa a képet, hogy a kicsi és távoli tárgyak is megfigyelhetők legyenek. Az optikai csillagászathoz olyan teleszkópokra van szükség, amelyeknek alkatrészei nagy pontosságúak. Például egy tükör csiszolásának és polírozásának tipikus követelménye, hogy a felület alakja egy adott hullámhosszú fény töredékén belül legyen pontos. Sok modern „teleszkóp” valójában teleszkópok tömbjéből áll, amelyek együtt dolgozva nagyobb felbontást biztosítanak az apertúraszintézis révén.
A nagyméretű teleszkópokat kupolákban helyezik el, hogy megvédjék őket az időjárástól, és stabilizálják a környezeti feltételeket. Például, ha a hőmérséklet a távcső egyik oldalán eltér a másiktól, akkor a szerkezet alakja megváltozik a hőtágulás miatt, ami az optikai elemeket elmozdíthatja a helyükről. Ez befolyásolhatja a kép minőségét. Emiatt a kupolák általában fényes fehérek (titán-dioxid) vagy festetlen fémből készülnek. A kupolákat gyakran naplemente körül nyitják ki, jóval a megfigyelés megkezdése előtt, hogy a levegő keringhessen a teleszkóp körül, és az egész teleszkópot a környezettel azonos hőmérsékletre hozza. A megfigyeléseket befolyásoló szél és egyéb rezgések elkerülése érdekében bevett gyakorlat, hogy a távcsövet egy betonpillérre szerelik fel, amelynek alapozása teljesen elkülönül a környező kupola és épület alapozásától.
Szinte bármilyen tudományos munka elvégzéséhez a teleszkópoknak képesnek kell lenniük követni a tárgyakat, amint azok áthaladnak az égen. Más szóval, finoman kompenzálniuk kell a Föld forgását. A számítógéppel vezérelt mozgató mechanizmusok megjelenéséig az általános megoldás az egyenlítői szerelés volt, és a kis teleszkópoknál még mindig ez a norma. Ez azonban szerkezetileg nem optimális kialakítás, és a távcső átmérőjének és tömegének növekedésével egyre nehézkesebbé válik. A világ legnagyobb ekvatoriális szerelésű teleszkópja az 5,1 méteres (200 hüvelykes) Hale-távcső, míg a legújabb 8-10 méteres teleszkópok szerkezetileg jobb altazimutális szerelést használnak, és a nagyobb tükrök ellenére fizikailag kisebbek, mint a Hale. Jelenleg is folynak gigantikus alt-az teleszkópok tervezési projektjei, mint például a Harminc méteres távcső  és a 100 m átmérőjű Overwhelmingly Large Telescope.
Az amatőrcsillagászok olyan eszközöket használnak, mint a newtoni reflektor, a refraktor és az egyre népszerűbb Makszutov-távcső.

### Fényképezés
A fényképészet több mint egy évszázadon át kritikus szerepet töltött be a megfigyelő csillagászatban, de az elmúlt 30 évben a képalkotási alkalmazásokban nagyrészt digitális érzékelők, például CCD-k és CMOS- chipek váltották fel. A csillagászat olyan speciális területei, mint a fotometria és az interferometria, sokkal hosszabb ideig használtak elektronikus detektorokat. Az asztrofotózás speciális fotográfiai filmet (vagy általában fotográfiai emulzióval bevont üveglapot) használ, de számos hátránya van, különösen az alacsony, kb. 3%-os kvantumhatásfok, míg a CCD-k akár 90% feletti kvantumhatásfokra is hangolhatók egy szűk hullámhossztartományban. Szinte minden modern teleszkópműszer elektronikus érzékelőtömböt használ, és a régebbi távcsöveket vagy utólag szerelték fel ezekkel a műszerekkel, vagy kivonták a forgalomból. Az üveglemezeket még mindig használják bizonyos alkalmazásokban, például a égboltfelmérésekben, mert a kémiai filmmel elérhető felbontás sokkal nagyobb, mint bármely eddig megépített elektronikus detektoré.

#### Előnyök
A fényképezés feltalálása előtt minden csillagászat szabad szemmel történt. Azonban még azelőtt, hogy a filmek kellően érzékenyek lettek volna, a tudományos csillagászat teljes egészében áttért a filmre az elsöprő előnyök miatt:
- Az emberi szem pillanatról pillanatra elveti a látottakat, de a fotográfiai film folyamatosan gyűjti a fényt, amíg a zár nyitva van.
- Az így kapott kép állandó, így sok csillagász használhatja ugyanazokat az adatokat.
- Lehetséges megfigyelni a tárgyakat, ahogyan azok idővel változnak (látványos példa az SN 1987A).

#### Pislogókomparátor
A pislogókomparátor egy olyan műszer, amellyel két, közel azonos fényképet lehet összehasonlítani, amelyek ugyanarról az égboltrészletről készültek, különböző időpontokban. A komparátor váltakozva világítja meg a két lemezt, és az esetleges változásokat villogó pontok vagy csíkok jelzik. Ezt a műszert aszteroidák, üstökösök és változócsillagok felfedezésére használták.

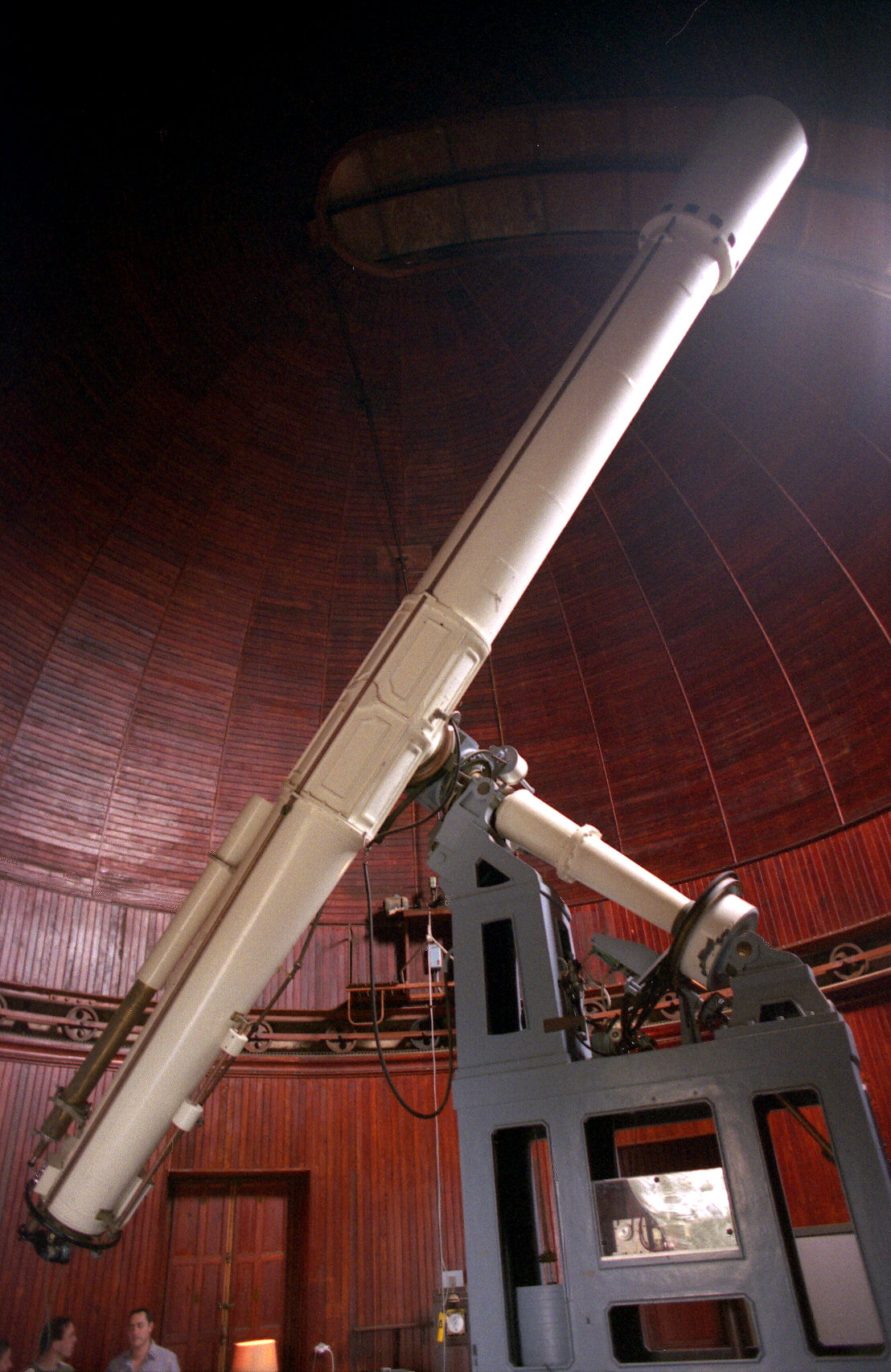
50 cm-es lencsés távcső a nizzai obszervatóriumban

### Mikrométer
A pozíciós vagy szálkeresztes mikrométer egy olyan eszköz, amelyet kettőscsillagok mérésére használnak. Ez egy pár finom, mozgatható vonalból áll, amelyek együtt vagy egymástól függetlenül is elmozdíthatók. A távcső objektívjét a vonalakra helyezik, és úgy tájolják, hogy a vonalak merőlegesek legyenek a két csillag szeparációjára. A mozgatható vonalakat ezután a két csillag pozíciójához igazítják. A csillagok szögszeparációját a műszeren leolvassák, és a távcső nagyítása alapján határozzák meg valódi szögtávolságukat.

### Spektrográf
A megfigyelő csillagászat létfontosságú eszköze a spektrográf. Az elemek által meghatározott hullámhosszúságú fény elnyelése lehetővé teszi a távoli testek sajátos tulajdonságainak megfigyelését. Ez a módszer vezetett a hélium elem felfedezéséhez a Nap emissziós spektrumában, és lehetővé tette a csillagászok számára, hogy sok információt kiderítsenek távoli csillagokról, galaxisokról és más égitestekről. A spektrumok Doppler-eltolódása (különösen a "vöröseltolódás) szintén használható a Földhöz képesti radiális mozgás vagy távolság meghatározására.
A korai spektrográfok prizmákat használtak, amelyek a fényt széles spektrumra bontották. Később kifejlesztették a diffrakciós rácsos spektrográfot, amely a prizmákhoz képest csökkentette a fényveszteséget és nagyobb spektrális felbontást biztosított. A spektrum hosszú expozícióval fényképezhető, ami lehetővé teszi a halvány objektumok (például távoli galaxisok) spektrumának mérését.
A csillagfotometriát 1861-ben kezdték használni a csillagok színeinek mérésére. Ez a technika a csillagok fényességét meghatározott frekvenciasávokban mérte, lehetővé téve a csillagok általános színének és ezáltal hőmérsékletének meghatározását. 1951-re egy nemzetközileg szabványosított UBV-rendszert (Ultraviolet-Blue-Visual) fogadtak el a fényességek mérésére.

### Fotoelektromos fénymérés
A CCD-t használó fotoelektromos fotometriát ma már széles körben alkalmazzák távcsöves megfigyeléseknél. Ezek az érzékeny műszerek szinte az egyes fotonok szintjéig képesek rögzíteni a fényt, és úgy tervezhetők, hogy a spektrum olyan tartományaiban is érzékeljenek, amelyek a szabad szem számára láthatatlanok. Az a képesség, hogy kis számú foton érkezését rögzítsük egy adott időintervallumon belül, lehetővé teszi a számítógépes korrekciót a légköri hatások okozta torzulásokra, így élesebbé válik a kép. Több digitális kép is kombinálható a kép további javítása érdekében. Az adaptív optika technológiával kombinálva a képminőség megközelítheti a távcső elméleti felbontóképességét.
A szűrők az objektumok bizonyos frekvenciákon vagy frekvenciatartományokon való megtekintésére szolgálnak. A többrétegű filmszűrők nagyon precízen szabályozhatják az átengedett és blokkolt frekvenciákat, így például a tárgyak egy meghatározott frekvencián figyelhetők meg, amelyet csak a gerjesztett hidrogénatomok bocsátanak ki. A szűrők a fényszennyezés hatásainak részleges kompenzálására is használhatók a nem kívánt fény kizárásával. Polarizációs szűrők használhatók annak meghatározására is, hogy egy forrás polarizált fényt bocsát-e ki, és a polarizáció irányának meghatározására is.

## Megfigyelés

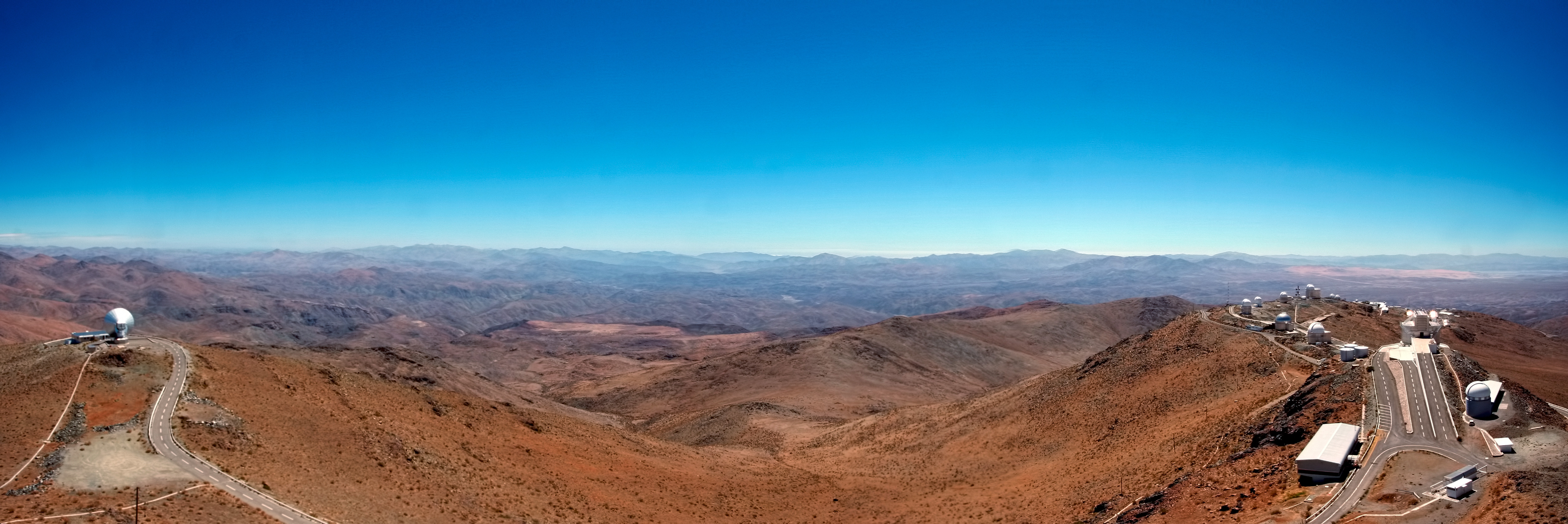
A La Silla fő platformja távcsövek széles skálájának ad otthont, amelyekkel a csillagászok felfedezhetik az Univerzumot.

A csillagászok a csillagászati jelenségek széles skáláját figyelik meg, beleértve a nagy vöröseltolódású galaxisokat, az AGN-eket, a Ősrobbanás utófényét és sok különböző típusú csillagot és protocsillagot.
Minden objektumra vonatkozóan sokféle adat figyelhető meg. A pozíció koordinátái meghatározzák az objektum helyét az égen a szférikus csillagászat technikáinak használatával, és a látszólagos fényessége határozza meg a fényerőt, ahogyan a Földről látható. A spektrum különböző részein mért relatív fényesség információt szolgáltat az objektum hőmérsékletéről és fizikájáról. A spektrumok felvételei lehetővé teszik az objektum kémiájának vizsgálatát.
A csillagok parallaxiseltolódása a háttércsillagokhoz képest felhasználható a távolság meghatározására, egészen a műszer felbontása által megszabott határig. A csillag radiális sebessége és helyzetének időbeli változása (sajátmozgása) felhasználható a Naphoz viszonyított sebességének mérésére. A csillag fényerejének ingadozása a csillag légkörének instabilitására, vagy egy kísérő égitest jelenlétére utalhat. A kettőscsillagok pályái segítségével megmérhetjük az egyes komponensek relatív tömegét, vagy a rendszer teljes tömegét. A spektroszkópiai kettősök a csillag és közeli kísérője spektrumvonalainak Doppler-eltolódásainak megfigyelésével találhatók meg.
Az egy időben és hasonló körülmények között keletkezett, azonos összetételű csillagok jellemzően közel azonos megfigyelt tulajdonságokkal rendelkeznek. A szorosan kapcsolódó csillagok populációjának megfigyelése, például egy gömbhalmazban, lehetővé teszi a csillagtípusok eloszlására vonatkozó adatok összegyűjtését. Ezekből az adatokból aztán következtetni lehet a rendszer korára.
A távoli galaxisok és AGN-ek esetében a megfigyelések a galaxis általános alakjára és tulajdonságaira, valamint a csoportosulásra vonatkoznak, amelyben megtalálható. Bizonyos típusú változó csillagok és ismert fényességű szupernóvák, úgynevezett standard gyertyák megfigyelése más galaxisokban lehetővé teszi a befogadó galaxis távolságának megállapítását. A tér tágulása következtében ezeknek a galaxisoknak a spektruma a távolságtól függően eltolódik, és ezt módosítja a galaxis radiális sebességének Doppler-effektusa. A galaxis méretéből és vöröseltolódásából is lehet következtetni a galaxis távolságára. A nagyszámú galaxis megfigyelését vöröseltolódási felmérésnek nevezik, és a galaxisformák evolúciójának modellezésére használják.

## Fordítás
Ez a szócikk részben vagy egészben  az   Observational astronomy című angol Wikipédia-szócikk ezen változatának fordításán alapul.  Az eredeti cikk szerkesztőit annak laptörténete sorolja fel. Ez a jelzés csupán a megfogalmazás eredetét és a szerzői jogokat jelzi, nem szolgál a cikkben szereplő információk forrásmegjelöléseként.